# Jelani Reshaun Sumiyoshi
Jelani Reshaun Sumiyoshi (住吉 ジェラニレショーン Sumiyoshi Jelani Reshaun?), född 5 oktober 1997 i USA, är en japansk fotbollsspelare.
Sumiyoshi började sin karriär 2020 i Mito HollyHock.